# Gaston Cabannes

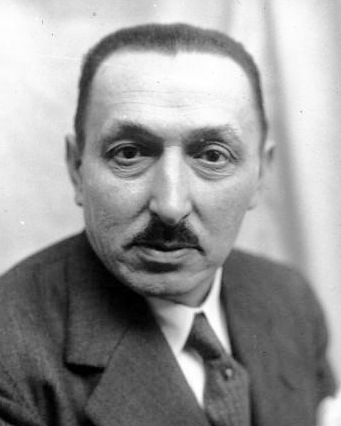
Gaston Cabannes 1932

Gaston Cabannes (* 12. August 1882 in Agen; † 9. November 1950 in Bordeaux) war ein französischer Politiker. Er stimmte 1940 als einer der „quatre-vingts“ (achtzig) gegen die diktatorischen Vollmachten für Marschall Pétain.

## Leben
Als Sohn eines Schneiders und einer Büglerin arbeitete er im Beruf seines Vaters und ließ sich in Bordeaux nieder. Während des Ersten Weltkriegs wurde er mobilisiert und trat nach seiner Rückkehr von der Front der Section française de l’Internationale ouvrière (SFIO) bei. Im Jahr 1924 war er Teil der Liste des Linkskartells bei den Parlamentswahlen, ohne gewählt zu werden. Vier Jahre später wurde er Generalrat, ein Mandat, das er bis 1940 behielt. Im Jahr 1932 wurde er zum Abgeordneten des Départements Gironde gewählt und 1936 wiedergewählt. In der Abgeordnetenkammer gehörte er von 1932 bis 1934 dem Zollausschuss, von 1934 bis 1940 dem Arbeitsausschuss und von 1936 bis 1940 dem Getränkeausschuss an.
Von 1931 bis 1935 war er auch Stadtrat und stellvertretender Bürgermeister von Bordeaux. In diesem Jahr wurde er zum Bürgermeister von Floirac gewählt.
Als 1933 der dominierende SFIO-Politiker der Gironde, Adrien Marquet, die SFIO verließ, um die Parti socialiste de France-Union Jean Jaurès zu gründen, folgte ihm Cabannes nicht.
1940 stimmte er gegen die Vollmachten für Philippe Pétain. Das Vichy-Regime entließ ihn aus seinem Amt als Bürgermeister. Nach der Befreiung erhielt er seine Mandate zurück. Gaston Cabannes kandidierte 1946 nicht erneut für das Parlament, blieb aber bis zu seinem Tod Bürgermeister von Floirac und war 1945 bis 1946 Mitglied der Assemblée constituante (Konstituierende Versammlung).
In Floirac sind öffentliche Gebäude und eine Straße nach ihm benannt.